# Séisme de 1999 à Izmit

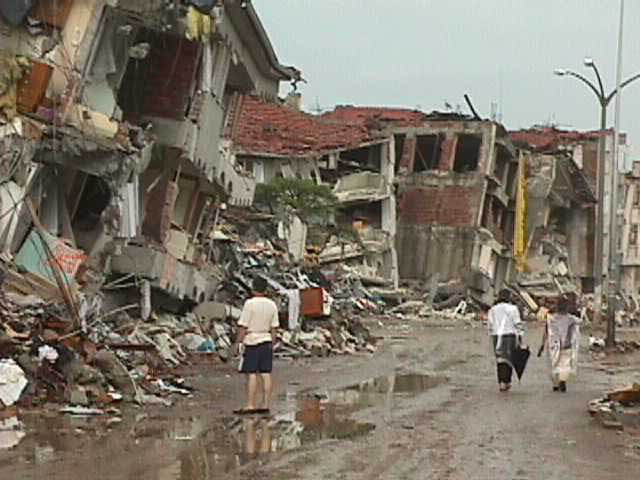
Plus de 16000 immeubles ont été détruits durant le séisme.

Le séisme de 1999 à Izmit (en turc : 17 Ağustos 1999 depremi ou 1999 Gölcük Depremi ou İzmit Depremi ou Marmara Depremi), dans le nord-ouest de la Turquie,  a frappé le 17 août 1999 à 3 h 2 (UTC+3). Le tremblement de terre, dont la magnitude a été mesurée   à 7,4 ou 7,6 a duré 45 secondes. L'hypocentre, estimé à 17 km de profondeur, a été localisé à proximité d'Izmit, dans la ville de Gölcük. Ce séisme très destructeur a été ressenti jusque dans les villes d'Ankara et d'Izmir. Malgré le fait que les mouvements de rupture aient été surtout latéraux (par la présence d'une faille décrochante), des glissements de terrain et slumpings ont ensuite indirectement provoqué un tsunami dans la baie d'Izmit.

## Contexte sismiques
Le séisme a pour cause un mouvement le long de la faille nord-anatolienne, dont l'histoire montre une inquiétante progression de rupture de différents segments, globalement d'est en ouest. Il s'agit ici du segment situé le plus à l'ouest des différents segments, le risque d'un grand séisme près d'Istanbul (plus de 14 millions d'habitants en 2016) ne serait donc pas négligeable.

## Caractéristiques spécifiques
Le séisme d'Izmit a été particulièrement bien instrumenté et documenté. De nombreux enregistrements, provenant d'instruments permanents, ou installés temporairement dans des campagnes ultérieures de plusieurs réseaux mondiaux différents, ont pu aider les scientifiques à essayer de comprendre le phénomène : enregistrements de mouvements forts, télésismiques, enregistrements géodésiques comme les interférogrammes InSAR (radars) ou GPS, répliques, etc.

### Mécanisme de la source
Comme les caractéristiques générales de la faille nord-anatolienne, dont un segment a rompu avec ce séisme, le mécanisme au foyer de la source des ondes sismiques est ici de type décrochant dextre presque pur, avec une profondeur de l'hypocentre de 16 km environ. Les angles caractéristiques du plan de faille qui a rompu sont un azimut de 268°, un pendage de 84° et une direction du mouvement ou rake de 180° (calculs du tenseur centroïde du moment sismique, CMT, Harvard).

### Phase de rupture lente avant le séisme
Les enregistrements ont révélé une phase de vibration quasi-continue du sol, non décelable par la population, pendant 44 minutes avant le séisme. Cette phase est caractéristique d'une rupture lente sur la faille avant la dislocation, et a donné l'espoir d'être, si on la décelait à chaque événement, un élément de prédiction intéressant.

## Victimes et dommages
Les secousses ont endommagé et détruit des milliers d'habitations et d'infrastructures. Le bilan humain officiel est de 17 480 morts et de 23 781 blessés ; environ 10 000 personnes ont été portées disparues et des centaines de milliers se sont retrouvées sans abri. Cet événement met en lumière la faiblesse de certaines constructions en Turquie à l'époque du séisme : des bétons utilisés pour la construction des immeubles étaient mélangés avec du sable de mer, qui n'avait pas au préalable subi de traitement de désalinisation, rendant ainsi le béton friable par la corrosion précoce de l'armature en acier.

## Dans la littérature
Le séisme est évoqué dans le roman Cette chose étrange en moi (2014) d'Orhan Pamuk, prix Nobel de littérature en 2006. Le livre se focalise sur Istanbul, où le tremblement de terre fut aussi ressenti, et décrit la façon dont les gens préférèrent dormir dans les rues et dans les parcs pendant plusieurs jours, par peur des répliques. Il avait aussi été évoqué dans le roman Tremblement de terre (2009) de Larif Marsik.